# 서초 삼성타운
서초 삼성타운(영어: Samsung Town Headquarters Seocho)은 대한민국 서울특별시 서초구 서초동에 있는 삼성그룹의 핵심 계열사들이 모여 있는 마천루 오피스 단지이다.
건물 연면적은 110,800m²이며, 상주인원은 2만명에 달한다고 한다.

## 역사

### 계획
삼성그룹을 쩔쩔매게 한 비범한 건물의 이름은 '윤빌딩'. 본래 건물주의 성을 따서 지은 이름이다. 삼성타운 건립 계획이 기획된 것은 지난 86년부터다. 당시 삼성생명은 패션단지 건립을 위해 A동 사업부지를 매입했다. 이후 93년부터는 본격적으로 인근 부지 추가매입이 시작됐다. 95년에는 그룹차원에서 S-프로젝트를 추진키로 결정했다. 당시 프로젝트에 참여했던 한 관계자는 "이후 수차례의 설계변경이 있었지만 뼈 대가 되는 개발구상과 마스터플랜은 초기 단계의 기획안이 대체로 유지되는 수 준이었다"고 말했다. S-프로젝트를 추진한 태스크포스팀은 당초 이 단지를 패션 및 영상단지를 포함하는 복합단지로 조성할 계획이었다.
사실 삼성그룹이 복합 업무단지로서의 본사를 설립하려는 계획은 꽤 예전인 1995년 무렵부터 시작되었다. 삼성그룹 계열사가 점차 늘어나고 있었는데, 당초 중구 태평로의 삼성본관에 모두 입주할 여력이 없어서 이래저래 계열사가 흩어져 있었기 때문이다.
이에 삼성그룹은 1995년 무렵, 도곡동에 위치한 구 공군 사격장 부지를 검토하기 시작한다. 이 곳을 인수하여, 지상 102층, 380m 정도의 마천루를 건립하여 복합 삼성타운을 조성하기로 한 것이다. 이에 따라 1996년 이 부지를 인수했다. 그러나 계획이 아직도 있었다.
1999년에는 100층 미만으로 추진하고 2002년에는 이 부지에 신라호텔이 특급 호텔 건립을 검토하고 있다고 밝히기도 했지만 곧 백지화됐다. 2003년에는 삼성타운의 계획이 아직도 있었다.

### 개발
한편, 업무지구로서의 삼성타운은 강남역 부근 초알짜배기 땅에 마천루 세 동을 지음으로서 대체하기로 했는데, 2004년 최대 지상 44층, 203m 건물로서 착공하여 실제 현장에는 A,B,C 동별로 '서초 프로젝트 현장'이란 간판이 내걸리고 작업인 원도 부쩍 늘어나는 등 공사가 활기를 띠고 있다. 지금은 터파기 공사가 거의 끝난 상태다. 삼성생명은 2007년 4월, 삼성화재는 2007년 12월, 삼성전자는 2008년 5월에 완공하여 이 곳에 입주하게 된다.

### 서초 삼성타운과 현재
2008년 1월에 완공되었고 11월 입주 후 삼성 본사를 이곳으로 옮긴 적이 있다. 12월 3일에 삼성 딜라이트가 개관하였다. 2015년 8월에는 삼성생명에 태극기가 게재된 적이 있다. 2016년 3월 18일에 서초의 삼성타운이 끝나고 이후 수원 본사로 이전하였지만 전부는 아니다.

## 디자인
디자인은 롯데월드타워 등을 디자인한 Kohn Pedersen Fox와 삼우건설 등이 맡았다. 2005년에 디자인을 했고 삼우건설은 과거 스키드모어, 오윙스 앤 메릴사와 함께 타워팰리스 3차 건물을 디자인 한 바 있다.

## 건물

### 구성
A동에는 삼성생명, B동에는 더 어셋이 입주해 있으며, 최고층인 C동은 삼성전자가 사용하고 있다.
| 동  | 소유주   | 층수           | 높이 | 부지면적 | 연면적    | 완공        |
| --- | -------- | -------------- | ---- | -------- | --------- | ----------- |
| A동 | 삼성생명 | 34층(지하 7층) | 151m | 1985평   | 3만3485평 | 2007년 4월  |
| B동 | 더 에셋  | 32층(지하 7층) | 151m | 1618평   | 2만4770평 | 2007년 12월 |
| C동 | 삼성전자 | 44층(지하 8층) | 203m | 3965평   | 5만9722평 | 2008년 5월  |

### 특징
강남역 사거리 바로 옆에 있기 때문에 이 근처에서 매우 잘 눈에 띄는 건물이다. 보통 언론사들에서 삼성에 관련된 보도를 할 때 띄우는 본사 건물이 다름 아닌 이 건물이다. 하지만 여기는 엄밀히 말해 본사가 아니고, 삼성전자 본사는 수원 영통구에 있다.
1990년대 최초로 삼성이 삼성타운을 건설할 당시 건물 매입을 시도했지만, 건물주인 윤 모씨가 건물 매각을 완강하게 거절하였고, 그 뒤 몇차례 협상을 시도했음에도 불구하고 건물 매입을 하지 못해서 삼성타운은 다소 찌그러진 형태로 부지를 마련해야 했다. 사실 건물주에게도 나름대로의 사정이 있었다고 한다.
강남시외버스터미널 예정부지로 묶여 한동안 재산권을 행사하지 못하다가 몇년간의 노력 끝에 간신히 재산권 행사를 보장받아서 건물에 대한 애착이 매우 컸단다. 게다가 건물주가 이 땅을 구입한 것은 1970년대로, 삼성이 강남에 삼성타운을 세울 생각도 안할 때여서 의도적인 알박기로 보기 어렵다. 앞으로도 삼성이 이 빌딩을 매입할 가능성이 낮은게 건물주가 사망하기 전 가족과 친지들에게 땅 지분을 잘게 쪼개서 매각한데다, 강남역 상권 중에서도 최고의 요지라 건물 자체의 임대 수익만 해도 상당한 편이고 윤 모씨의 가족들이 2009년 성형외과 의사였던 박 모씨에게 판매했으나 투자대비 임대수익금이 나지 않아 매물로 내놓았다고 한다. 다만 삼성측에서는 이 건물에 대해 매입의사가 없다고 한다.

## 경제

### 사업비
S-프로젝트(삼성타운 조성계획)는 총 사업비만 1조원에 달하는 대규모 사업이다. 이 일대 땅값 시세가 현재 평당 5천만원 안팎이란 점을 감안하면 땅값만 3천8백 여억원(총 7천7백15평)에 달한다.
여기에 서초구청이 밝히는 삼성타운의 허용 용적률이 8백50% 가량이어서 연면적 은 10만평을 넘어설 전망이다. 따라서 평당 건축비를 4백만원으로 추정하면 전체 공사비만 4천억원에 이른다.
전문가들은 부대비용까지 포함할 경우 총 사업비는 1조원을 넘어설 것으로 전망했다. 삼성타운이 완공되면 삼성그룹 직원 등 2만여명이 이 단지에 상주한다. 늘어나는 유동인구는 20만명에 달할 것으로 업계는 추정하고 있다.

### 추진
이처럼 부지개발 계획이 서너차례 바뀌는 과정에서 지난 94년 서초구청으로부터 건축허가를 받았지만 본격적인 공사는 계속 미뤄졌다. 아울러 인근 땅값이 치솟으면서 부지 매입이 늦어진 것도 착공이 미뤄진 이유다. 인근 부동산중개업소 관계자는 "삼성그룹측이 매입이 불가능한 부지를 제외한 채 최종 설계안을 확정한 후 공사를 본격 시작한 것 같다"고 말했다.

### 건립 이유
삼성그룹 측은 삼성타운에 대해 말을 아끼고 있다. 삼성생명 관계자는 "장기간 미뤄오던 공사를 최근 본격적으로 시작한 것은 사실이지만 더 이상은 밝힐 수 없다"고 말했다. 하지만 업계에서는 삼성 계열사들을 한데 모아 인적교류 등을 통한 시너지효과를 높이기 위한 전략으로 보고 있다.
한 업계 관계자는 "삼성그룹이 당초 지금의 타워팰리스 자리에 대규모 삼성타운을 건설하려고 했다가 무산되자 대안으로 서초동 부지를 선정한 것으로 알고 있다" 라고 말하며 "어떻게든 서울 강남에 그룹의 거점을 마련하겠다는 의지에 따른 것으로 보인다"고 말했다.

### 인근 부동산시장 지도
삼성타운은 오는 2008년부터 입주가 시작될 전망이다. 삼성타운이 완성되면 강남 최고의 비즈니스 단지 및 상권의 중심으로 자리매김 하게 된다. 현재 강남의 핵심 상권은 강남역에서 제일생명 사거리와 역삼역 방향으로 형성 돼 있지만 이 단지가 들어서면 상황은 달라진다.
지금의 계획대로라면 삼성타운의 상주인구는 2만명에 달하고 새로 유발되는 유동인구는 20만명으로까지 늘어날 것으로 관측되기 때문이다. 삼성그룹의 핵심 계열사들이 모두 모이면서 나타나게 될 시너지효과의 위력도 대단할 게 분명하다.
업계 관계자는 "삼성타운이 준공되면 강남1번지가 바뀌게 될 것"이라고 말했다. 입주 당시 인근 부동산시장 지도가 바뀌었다.

## 대중문화

### 영화
- 2012년 12월 25일에 개봉된 영화 타워의 첫 장면에 나온다.
- 2019년 12월 18일에 개봉된 영화 백두산에 나온다.
- 2019년 12월 26일에 개봉한 카자흐인의 한국에서의 사업에 나온다.

### 드라마
- 2013년에 방영한 별에서 온 그대에 나온다.
- 2016년에 방영한 드라마월드에 나온다.

### 게임
- 2014년에 출시된 게임 콜 오브 듀티: 어드밴스드 워페어의 2054년 서울이 나온다.

## 갤러리

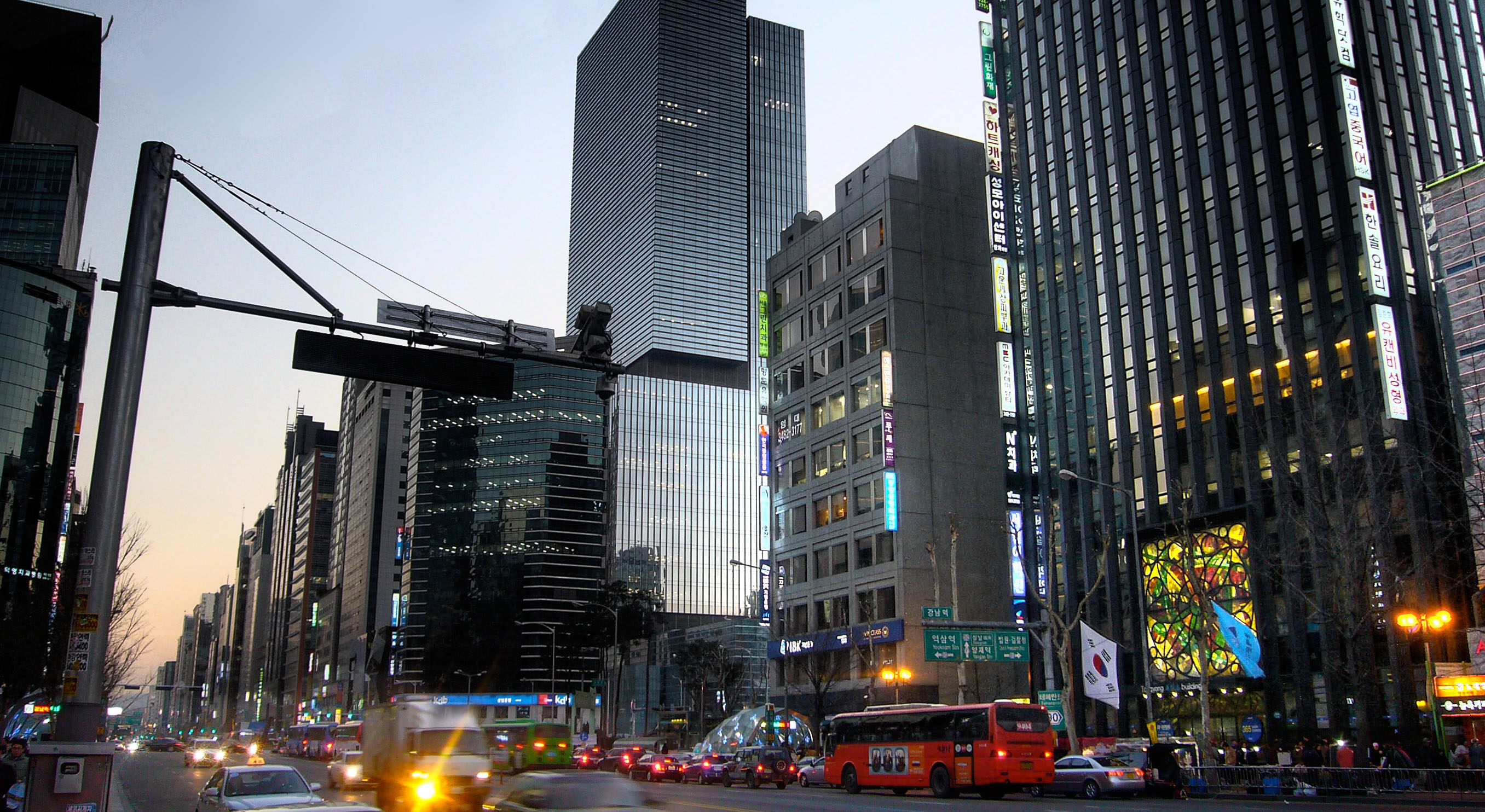
서초 삼성타운
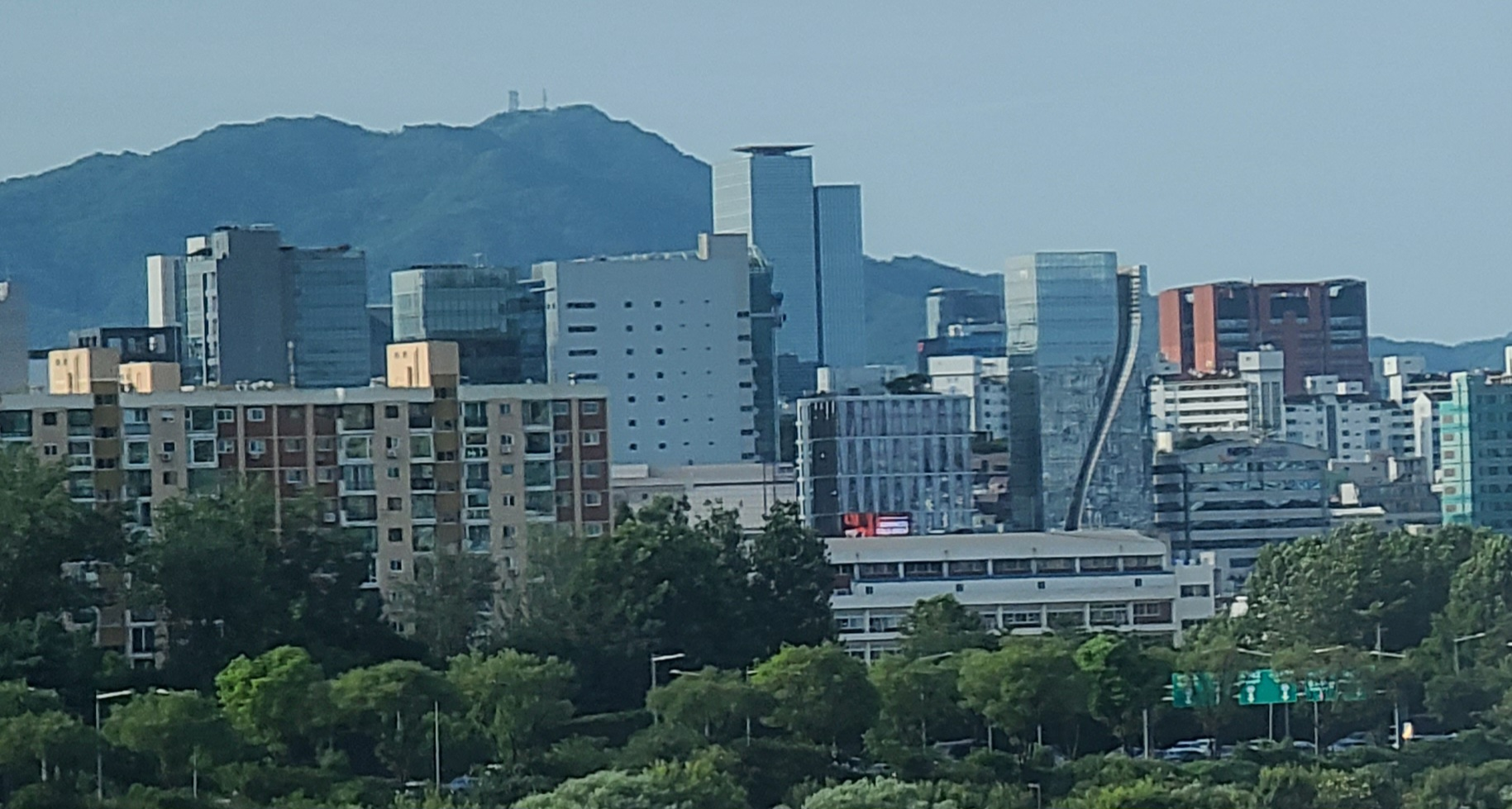
동호대교에서 본 삼성타운
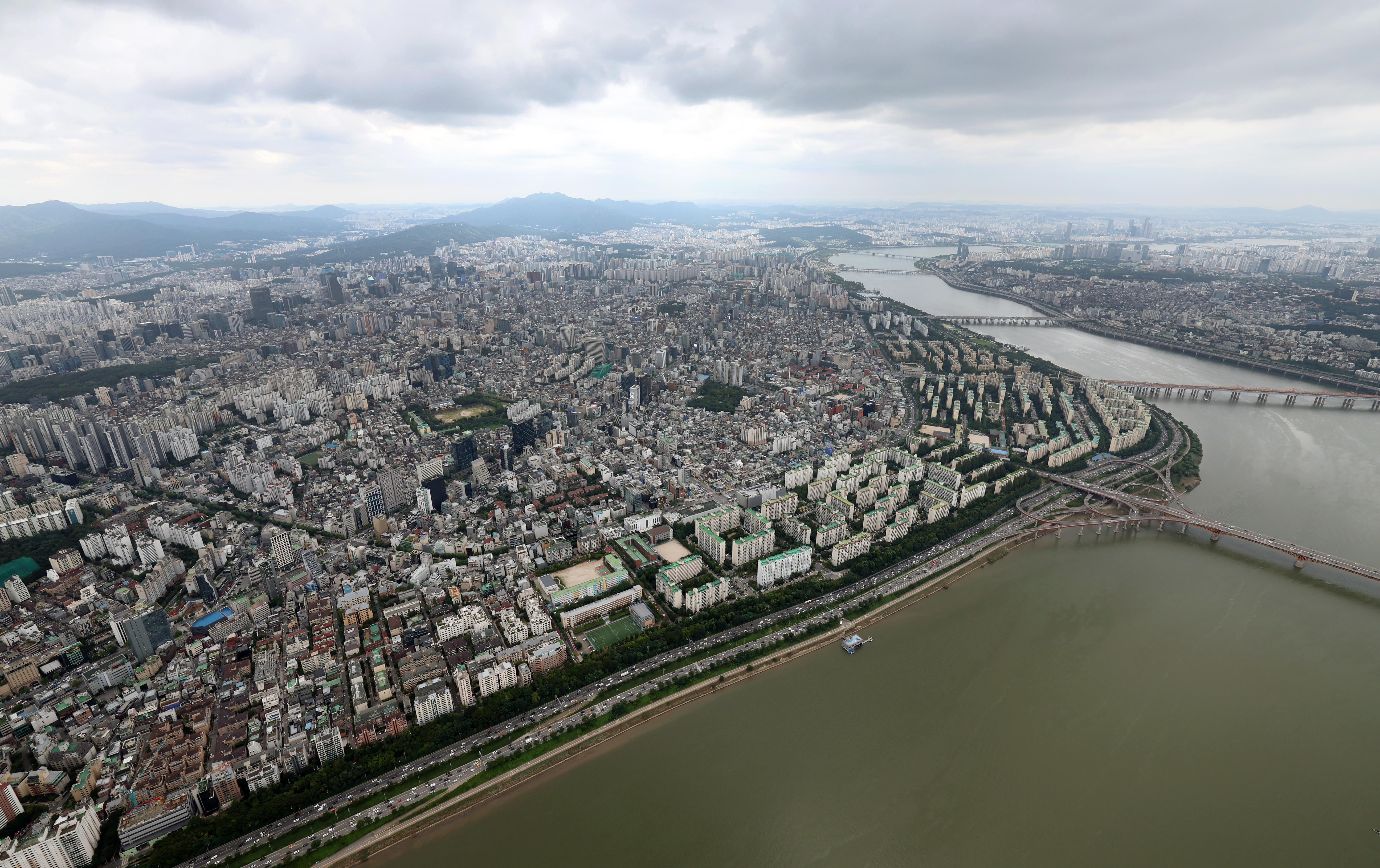
삼성타운

## 교통
- ● 서울 지하철 2호선, ● 신분당선 - 강남역
- 서초대로

## 같이 보기
- 삼성그룹
- 삼성생명
- 삼성물산
- 삼성전자
- 이건희
- 서울특별시의 마천루 목록
- 대한민국의 마천루 목록